# Salivoli
Salìvoli è un quartiere della città di Piombino.
In passato appartenente alla II Circoscrizione Falcone-Montemazzano, ha finito per divenire uno dei principali quartieri della città. È situato a nord-ovest del centro di Piombino, nell'omonimo territorio comunale a sud di Punta Falcone.
È un quartiere di sviluppo moderno, caratterizzato principalmente da edilizia bassa e residenziale (fatta eccezione la località Calamoresca dove è presente un centro commerciale inserito in un contesto di grossi condomini fino a dieci piani). Sono presenti negozi principalmente nella zona del porto di Marina di Salivoli e sul lungomare Marconi.

## Storia
Fin dall'epoca medievale, lungo la spiaggia di Salivoli si trovavano alcune saline (in tardo latino salinulae, da cui il toponimo) e, nei terreni retrostanti, alcuni mulini a vento. Negli anni sessanta del XV secolo, per volontà del signore di Piombino Iacopo III Appiani e della comunità piombinese, furono edificati degli impianti termali (i cosiddetti Bagni Buoncompagni) in zona oggi conosciuta come Vallone. All'estremità occidentale della spiaggia si trova una erta formazione rocciosa chiamata Stronzo d'Orlando, isolotto prospiciente il promontorio di Punta Falcone nel suo lato SE. Nella sommità di detto promontorio era presente dal XVI secolo un fortilizio (torre o ridotto) chiamato Casa dei Cavalleggeri atto alla sorveglianza costiera, nel luogo che in precedenza vedeva l'esistenza di un eremo presumibilmente agostiniano attestato nel XIII secolo. Agli inizi del secolo scorso è stata la prima spiaggia attrezzata di Piombino con i caratteristici Bagnetti, cabine su palafitte e nel dopoguerra con il Nastro Azzurro. È l'unica spiaggia sabbiosa all'interno del territorio urbano della città di Piombino, visto che la città e le sue coste urbane sono caratterizzate da scogliere.

## Geografia antropica

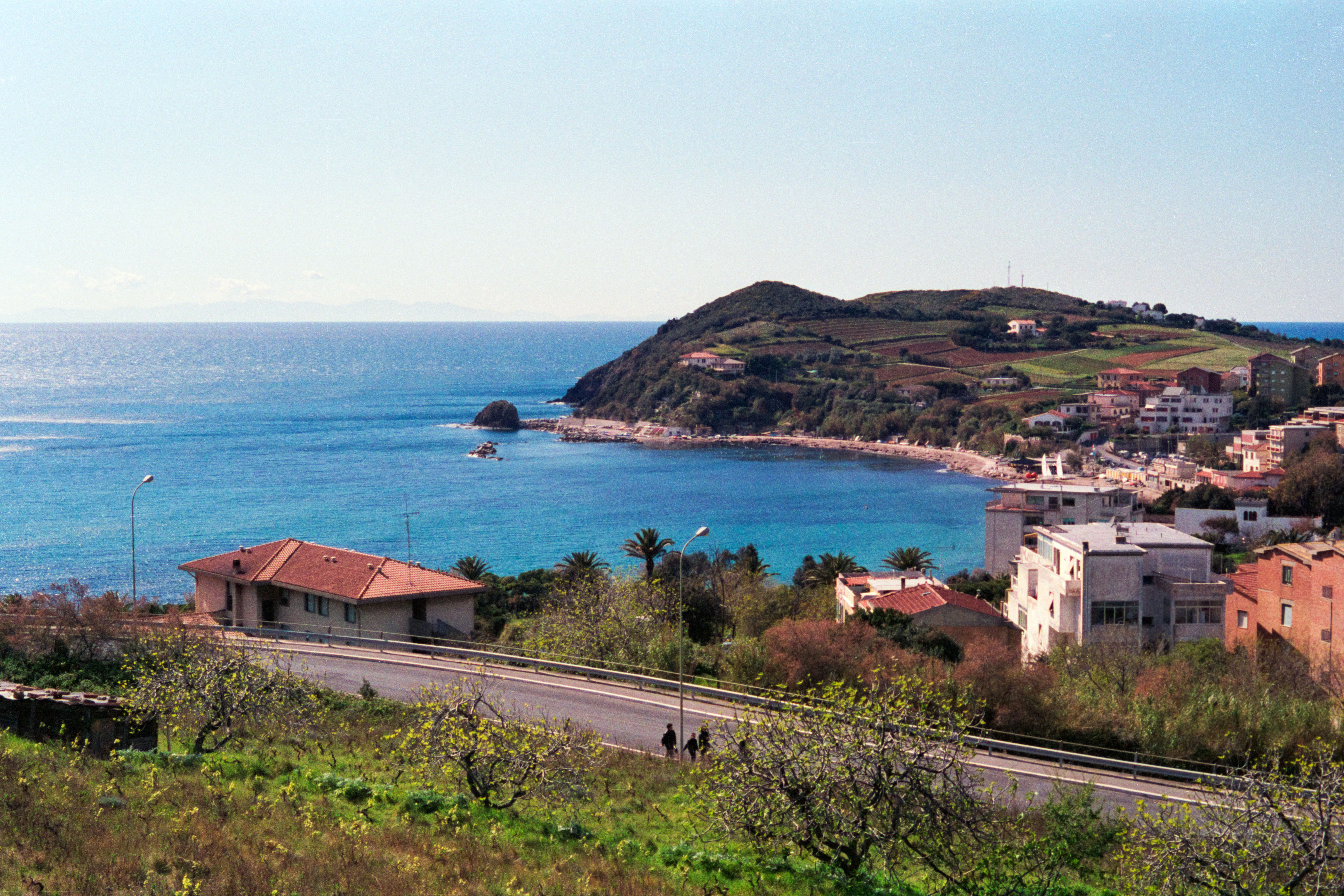
Il golfo di Salivoli prima della costruzione del porto turistico (1997)

### Ghiaccioni
Ghiaccioni è una zona del quartiere dalla quale si può raggiungere, attraverso una serie di sentieri Populonia. Prende il suo nome forse dalla parola latina iaceo che significa giacere; era un luogo dove i pastori radunavano le bestie per far trascorrere loro la notte (addiaccio). Gli anni novanta del XX secolo hanno visto la trasformazione del toponimo in un'errata interpretazione dello stesso, facendo sì che la località venisse rinominata Ghiaccioni, confondendo il reale significato associandolo ad un altro sbagliato ovvero quello del freddo. Da prima questa località divenne il cosiddetto "dormitorio della città" negli anni sessanta-settanta del Novecento; la costruzione fu adibita ai dipendenti dell'Acciaieria Lucchini (allora Italsider), per far sì che gli operai fossero distaccati dalla realtà della fabbrica e visti i nuovi assetti dello Stabilimento Siderurgico che, nel preciso piano di ampliamento imposto dalle direttive nazionali, andava a costruire nuovi impianti in loco a preesistenti quartieri operai. Gli ultimi anni hanno visto la Località allontanarsi dal principio iniziale e trasformarsi in una zona sempre più residenziale. La zona comprende la scuola elementare e la chiesa della Madonna di Montenero.